# 1706 Dieckvoss
1706 Dieckvoss eller 1931 TS är en asteroid i huvudbältet, som upptäcktes 5 oktober 1931 av den tyske astronomen Karl Wilhelm Reinmuth i Heidelberg. Den har fått sitt namn efter den tyske astronomen Wilhelm Dieckvoß.
Asteroiden har en diameter på ungefär 26 kilometer.